# Palazzo Carminati
Il palazzo Carminati è il palazzo di Milano situato di fronte al Duomo di Milano, in piazza del Duomo al civico 17.

## Storia e descrizione

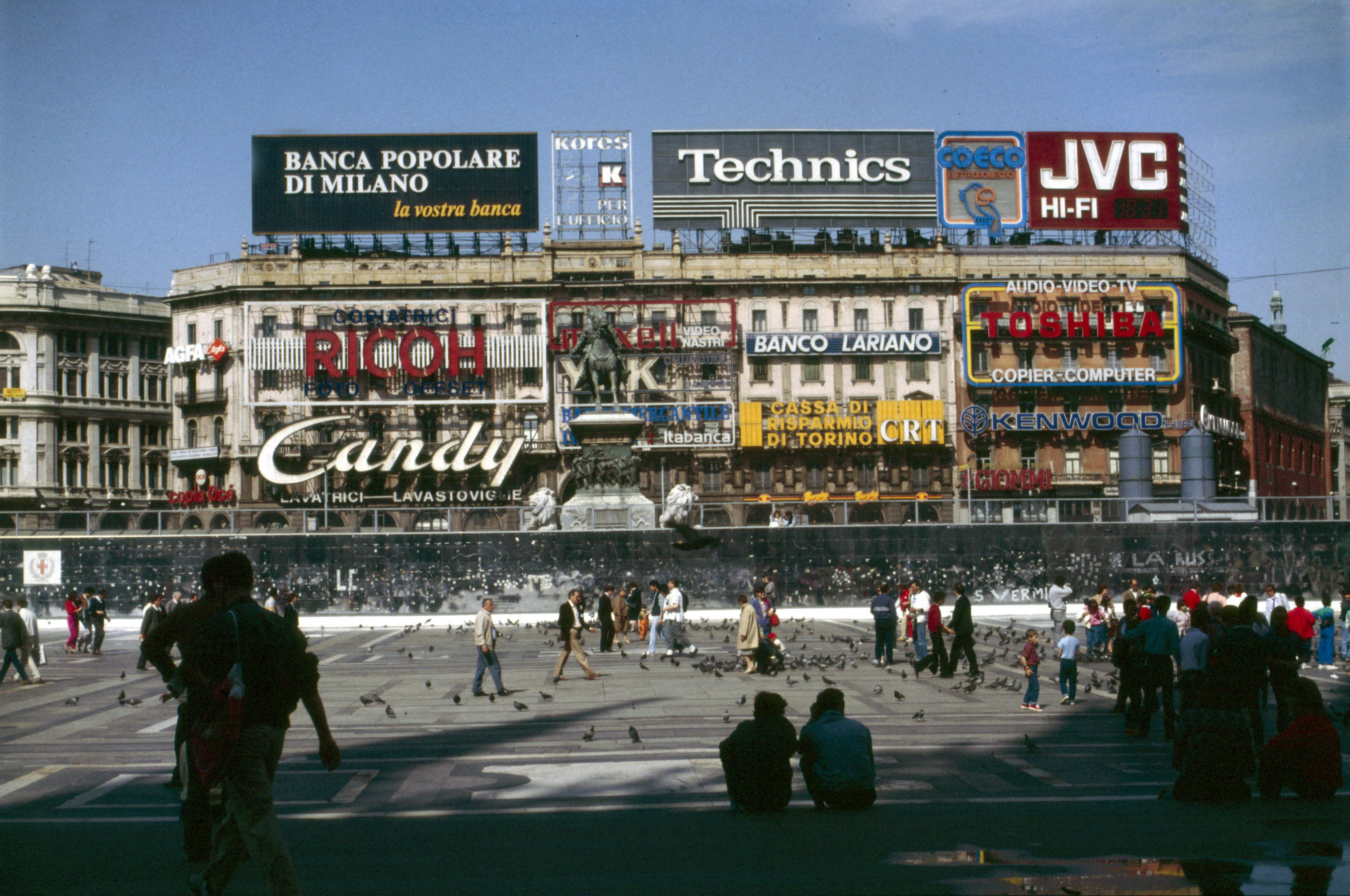
Palazzo Carminati nel 1985, con la facciata ancora ricoperta dalle storiche "luminose" pubblicitarie.

L'edificio prese il nome da un famoso ristorante sito al piano strada, il Carminati, che a sua volta era subentrato alla birreria Casanova. Il palazzo fu edificato alla fine degli anni 60 del XIX secolo su committenza di Giacomo Cesati, un facoltoso industriale del settore argentifero.
L'edificio ha una pianta a forma irregolare, diviso in due parti da una galleria, il cosiddetto "Passaggio Duomo" che collega l'omonima piazza con via Orefici. La facciata, dalle eleganti linee architettoniche, è intonacata e scandita verticalmente da alte lesene che racchiudono finestre sormontate da timpani triangolari. Il blocco compatto dell'edificio è ingentilito da elaborati particolari stilistici, quali i capitelli delle lesene e i mensoloni del cornicione. Il prospetto è concluso da un cornicione con pinnacoli in pietra in corrispondenza delle lesene stesse. La facciata posteriore che dà su via Orefici, all'epoca poco più di un vicolo, è priva di decori.
Il palazzo divenne famoso nel corso del XX secolo per le insegne pubblicitarie che ne coprivano la facciata, un forte simbolo della Milano commerciale dell'epoca, una «Milano novecentista, fiera dei suoi consumi, dei suoi cartellonisti, delle sue "luminose" pubblicitarie», e che ispirarono a Umberto Saba i versi della poesia Milano.

La fontana temporanea installata davanti a palazzo Carminati a metà degli anni 90

Le luminarie di piazza Duomo si trovavano lì sin dagli anni 20 del Novecento, immortalate in numerosi film, citate in poesie e persino riprese da un famoso carosello degli anni 60 dove Ernesto Calindri, seduto a un tavolino in mezzo al traffico, proprio di fronte a questo palazzo e le sue insegne caratteristiche, sorseggia un Cynar per difendersi – come recitava lo slogan pubblicitario – dal «logorio della vita moderna».
Nel 1990, a conclusione dei lavori della metropolitana 3 che avevano interessato piazza Duomo nel decennio precedente, davanti a palazzo Carminati avrebbe dovuto essere eretta una grande fontana monumentale, su progetto di Ignazio Gardella, la quale, oltre a riqualificare pesantemente l'area sud della piazza, soprattutto avrebbe totalmente celato alla vista l'edificio; il progetto non ebbe seguito negli anni seguenti. Mentre dal 1994, sotto la giunta Formentini, davanti al palazzo venne installata una fontana temporanea i cui getti riproducevano il profilo delle guglie del Duomo, che rimase in funzione per pochi anni prima di essere smantellata.
Nel 1999, dopo una lunga campagna a favore del decoro urbano, le insegne di palazzo Carminati furono smantellate sotto la giunta Albertini, concretizzando una volontà della precedente amministrazione Formentini, facendo così tramontare definitivamente l'epoca dei caroselli su piazza Duomo.